# Gianni Valbonesi
Giovanni Valbonesi, noto come Gianni (Roma, 16 luglio 1941), è un pittore e autore di collage italiano.

## Biografia
Nasce a Roma, ma sin da giovanissimo si trasferisce a Modena, che diventa la città dove cresce e risiede. Qui si diploma presso l'Istituto d'arte A. Venturi e nella sua formazione ha svolto un ruolo fondamentale la scoperta di Jean Dubuffet (a Venezia, con la mostra a Palazzo Grassi nel 1960), la successiva conoscenza dell'opera di Kurt Schwitters e quindi della poetica e della lezione formale di Paul Klee. Tali influenze, alla base della sua ricerca artistica, riemergono costantemente nel corso di tutta la sua produzione di opere, prevalentemente svolta mediante la tecnica del collage.
Nel corso della sua carriera, a partire dal 1961, ha partecipato a decine di mostre collettive e oltre 20 personali.  
Numerose anche le iniziative a cui ha preso parte, tra cui "Gli artisti modenesi raccontano il Duomo" (Modena, 1999) e l'illustrazione di un moderno Evangeliario (promosso dall'Arcidiocesi di Modena per il Giubileo 2000), la realizzazione di un'opera monumentale in macro-mosaico di vetro di Murano per il Parco della Resistenza di Modena. La passione dell'artista per la geografia, gli atlanti, la cartografia e i viaggi, nel corso degli anni, ha dato vita a diverse collaborazioni legate alle sue carte immaginarie, esposte anche nel corso di una giornata di studio (nel 2005) organizzata dalla Facoltà di Scienze della Terra dell'Università di Modena e Reggio Emilia. 
Sue opere sono apparse anche su copertine di libri, ha curato numerose grafiche di manifesti e le immagini per uno spettacolo di danza contemporanea.